# جيمس ستيفن
كان السير جيمس ستيفن (من مواليد 3 يناير عام 1789 وتوفي في 14 سبتمبر من عام 1859) وكيل وزارة الخارجية البريطانية لشؤون المستعمرات في الفترة ما بين عامي 1836 و 1847، وكان له دور كبير في اعتماد قانون إلغاء العبودية عام 1833. 

## أولى سنوات حياته
وُلد ستيفن في منطقة لامبيث وسط لندن، وكان الابن الثالث لجيمس ستيفن، والأخ الشقيق لجورج ستيفن (الذي ولد عام 1794، وتوفي عام 1879). تسببت إصابة ستيفن بالجدري في فترة طفولته بضعف دائم بقدراته البصرية. تلقى تعليمه على يد العديد من المدرسين بما في ذلك، جون بريور إستليم، والقس هنري جويت من ليتل دونهام في مقاطعة نورفك. التحق ستيفن في عام 1806 بكلية ترينيتي هول بجامعة كامبريدج. وصف ستيفن كمية المعلومات التي تلقاها في كلية ترينيتي هول بأنّها مشابه لتلك التي كان سيحصل عليها «في حال قضى أيام دراسته في فندق كلارندون بشارع بوند». حصل ستيفن على إجازة في الحقوق في عام 1812، وذلك بعد أن استدُعي إلى نقابة المحامين في جمعية معالي لنكولين الشرقية في لندن بتاريخ 11 نوفمبر من عام 1811. نقل والده، الذي كان قد تقاعد -لتوّه- من العمل في المحكمة، بعض الممارسات المتعلقة بالمهنة إلى ابنه الذي بدأ في تلخيص القوانين الاستعمارية. سمح هنري باثورست، الإيرل الثالث لباثورست، والذي كان متعاطفًا مع «طائفة سيكت الإصلاحية»، لستقين بالتفتيش في السجلات الرسمية، وعينه، في عام 1813، مستشارًا لوزارة المستعمرات. تمثلت مهمة ستيفن في الوزارة بالإبلاغ عن جميع أعمال الهيئات التشريعية الاستعمارية. ازداد حجم العمل، ولكن، سُمح له بالمقابل بممارسة أعماله الخاصة، وخلال بضع سنوات، أصبح ستيفن يجني 3 آلاف جنيه استرليني سنويًا، بطريقة نزيهة وعادلة.

## عمله في وزارة المستعمرات
في 22 ديسمبر من عام 1814، تزوج ستيفن من جين كاترين، ابنة جون فين الذي كان يشغل منصب عميد بلدة كلافام وأحد مؤسسي الجمعية الكنسية التبشيرية. أُصيب ستيفن، خلال عام 1822، بمرض شديد بسبب الإرهاق. قرر في عام 1825 قبول منصب المستشار الدائم لوزارة المستعمرات ولمجلس التجارة، متخليًا بذلك عن عمله الخاص.
في عام 1834، عُين ستيفن كنائبٍ لوزير الدولة لشؤون المستعمرات، وأصبح، في عام 1834، وكيلًا للوزارة، متخليًا عن عمله في مجلس التجارة. أصبحت الواجبات التي كُلّف بها ستيفن مرهقةً. نال ستيفن شهرةً واسعة لمعرفته بالقانون الدستوري، ولعمله الإداري. اكتسب ستيفن نفوذًا لدى رؤسائه، حتى أن زميله، السير هنري تايلور، وصفه بأنّه «حكم الإمبراطورية الاستعمارية» لسنوات عديدة. اكتسب ستيفن نتيجة لنفوذه الكبير، عددًا من الألقاب، كـ «الملك ستيفن»، و «السيد ستيفن، الأكثر من أمين».